# Nate Parker
Pour les articles homonymes, voir Parker.
Nate Parker, né à Norfolk le 18 novembre 1979 , est un acteur et réalisateur américain.
Interprète de musicals, il a joué dans Red Tails, Le Secret de Lily Owens, The Great Debaters et Pride. Il a été lutteur All-American à la Great Bridge High School (en) et à l'Université de l'Oklahoma. Parker consacre une partie de son temps libre à des activités caritatives, à un travail bénévole d'entraîneur sportif (cours de lutte) et au militantisme politique (partisan de Barack Obama en 2008).

## Biographie

### Jeunesse
Nate Parker naît à Norfolk en Virginie, tandis que sa mère, Carolyn Whitfield, alors célibataire, a seulement 17 ans. Son père biologique ne s'est jamais marié avec sa mère, mais Parker conserve une relation avec celui-ci jusqu'à sa mort d'un cancer lorsque Nate est âgé d'11 ans. Le nom de famille de celui-ci, Parker, provient par ailleurs de ce même père biologique. Sa mère épouse plus tard un membre de la United States Air Force. Il a quatre petites sœurs.
À l'âge de 14 ans, ayant des problèmes avec son beau-père, Nate Parker part vivre avec son oncle maternel, Jay Combs, à Virginia Beach. Combs, un ancien lutteur, encourage Parker à pratiquer cette discipline au lycée. Il rejoint ainsi les équipes de lutte au lycée puis à l'université d'État de Pennsylvanie à partir de 1999. À la suite d'une allégation de viol le concernant, il est transféré en 2002 à l'université d'Oklahoma où il fait également partie de l'équipe de lutte et obtient un diplôme en sciences de gestion et systèmes d'information.

### Carrière

#### Lutteur
Parker devient champion de son État en lutte au lycée, dans la catégorie des moins de 61 kg en 1997-1998 et troisième à l'échelle nationale.
Lors de son cursus à l'université de l'État de Pennsylvanie, il est classé au niveau national dès sa première année. En 2002, alors qu'il vient d'être transféré à l'université d'Oklahoma, il termine cinquième du championnat NCAA, et deuxième dans la catégorie des seniors. Il fait plusieurs fois partie des équipes All-American dans cette discipline.

#### Acteur
Parker est un programmeur informatique lorsque le milieu du cinéma le découvre pendant un événement à Dallas auquel il assiste. Il est auditionné par un détecteur de talents basé à Los Angeles, qui lui conseille fortement de venir vivre dans cette même ville, où Parker pourra peu à peu trouver du travail en tant qu'acteur. Seulement trois mois après cet événement, il obtient son premier rôle.
En 2006, il interprète le rôle masculin principal dans Rome & Jewel, une adaptation musicale hip-hop de la célèbre pièce de William Shakespeare, Roméo et Juliette. Sa prestation de rap lui vaut des comparaisons au comédien Will Smith.
En 2007, il tient un rôle important dans le film The Great Debaters réalisé par Denzel Washington et reçoit de très bonnes critiques de la part des médias.
En 2008, Parker joue le rôle de Neil, dont le personnage interprété par Alicia Keys est amoureux, dans Le Secret de Lily Owens de Gina Prince-Bythewood
En 2010, il défend la cause noire dans Blood Done Sign My Name et y joue le leader d'un mouvement pour les droits des afro-américains ayant réellement existé, Benjamin Chavis. La prestation de Nate Parker est de nouveau bien accueillie par la critique, qui vante son potentiel.
En 2012, il joue un soldat afro-américain recruté par les United States Army Air Forces et se battant pour l'Amérique durant la Seconde Guerre mondiale dans Red Tails. La présence de Parker à l'écran est comparée à celle de Denzel Washington, et sa prestation dans le film, tout comme celle de David Oyelowo, largement appréciée.
En 2013, il interprète le rôle de Sweetie dans Les Amants du Texas, rôle sans grande importance.
En 2014, il retrouve la réalisatrice Gina Prince-Bythewood avec qui il a travaillé six années auparavant pour le film Beyond the Lights dans lequel il joue le rôle masculin principal. Le film et l'association de Parker et de l'actrice britannique Gugu Mbatha-Raw sont loués par la critique. La même année, on le retrouve dans le film Non-Stop avec Liam Neeson, dans lequel il joue un programmeur informatique qui, à la fin du film, se révèle être l'un des terroristes derrière l'attaque perpétrée dans l'avion.

#### Réalisateur
En 2012, Parker réalise un court-métrage, #AmeriCAN, qui est une réflexion sur la manière de grandir en tant que jeune personne noire dans une Amérique divisée par les différences raciales.
Pendant plus de sept ans, il travaille sur un film basé sur la vie d'un esclave afro-américain ayant vécu au début du XIXe siècle, Nat Turner. En 2014, il annonce être parvenu à trouver les fonds nécessaires à la réalisation de son film et qu'il œuvre à l'assemblage de son équipe. Il annonce également le nom du film : The Birth of a Nation , en référence directe au tristement célèbre film du même nom sorti en 1915, décrit comme peut-être « le film le plus raciste jamais réalisé »,. En plus de le réaliser et d'écrire le scénario, Parker tient le rôle principal de ce même film. Armie Hammer, Penelope Ann Miller, Aja Naomi King, et Gabrielle Union partagent également le casting de ce film. Des rumeurs évoquent le film comme postulant pour l'Oscar du meilleur film à la 89e cérémonie des Oscars. Mais un procès pour un viol survenu en 1999 sur une jeune fille de 18 ans semble avoir conduit le film a une carrière en salle aux États-Unis décevante. Le film n'a pas été nommé du tout ni aux Golden Globes, ni aux Baftas, souvent proches des nominations aux Oscars.

## Filmographie partielle

### Au cinéma

#### Comme acteur
- 2005 : Cruel World : Techno
- 2005 : Dirty : Duster
- 2007 : Pride : Hakim
- 2007 : The Great Debaters : Henry Lowe
- 2008 : Felon :  Officer Collins
- 2008 : Tunnel Rats : Private Jim Lidford
- 2008 : Le Secret de Lily Owens (The Secret Life of Bees) : Neil
- 2010 : Blood Done Sign My Name : Ben Chavis
- 2012 : Arbitrage : Jimmy Grant
- 2012 : Red Hook Summer : Box
- 2012 : Red Tails :  Capt. Martin "Easy" Julian
- 2013 : Les Amants du Texas (Ain't Them Bodies Saints) : Sweetie
- 2014 : About Alex : Ben
- 2014 : Beyond the Lights : Kaz Nicol
- 2014 : Every Secret Thing
- 2014 : Non-Stop : Zack White
- 2016 : The Birth of a Nation : Nat Turner

#### Comme réalisateur
- 2011 : J.A.W.
- 2014 : #AmeriCan
- 2016 : The Birth of a Nation

### À la télévision
- 2004 : Cold Case : Affaires classées (saison 1, un épisode)
- 2011 : J.A.W. (court-métrage) (producteur, scénariste, réalisateur)

## Comédies musicales
- 2006 : Rome and Jewel (en) : Rome

## Prix et récompenses
- 2012 : 10e cérémonie des African-American Film Critics Association Awards : Meilleur acteur dans un second rôle pour le rôle de Jimmy Grant dans Arbitrage

nomination
- 2014 : 14e cérémonie des Black Reel Awards : Meilleur acteur dans un second rôle pour son rôle de Sweetie dans Les Amants du Texas (Ain’t Them Bodies Saints)